# Gilberto Adame
Gilberto Adame Soltero (* 31. Mai 1972 in Guadalajara, Jalisco) ist ein ehemaliger mexikanischer Fußballspieler, der vorwiegend im Mittelfeld agierte.

## Leben
Adame erhielt seinen ersten Profivertrag bei seinem Heimatverein Atlas Guadalajara, bei dem er sich jedoch nicht durchsetzen konnte. Anschließend spielte er beim unterklassigen Atlético Tecomán, bevor er zum Stammspieler bei den UAG Tecos avancierte, bei denen er mehr als eine Dekade unter Vertrag stand und während seiner besten Phase auch zu einem Länderspieleinsatz für die mexikanische Nationalmannschaft kam.
Ab 2002 spielte Adame häufiger auf Leihbasis für andere Vereine und machte den Anfang beim dritten Verein seiner Heimatstadt, Club Deportivo Guadalajara.
Zum Januar 2007 wurde Adame an den Club Tijuana verkauft und ein halbes Jahr später wechselte er zum Tampico-Madero FC, in dessen Reihen er seine Profilaufbahn Ende 2007 beendete.